# Brujería en España

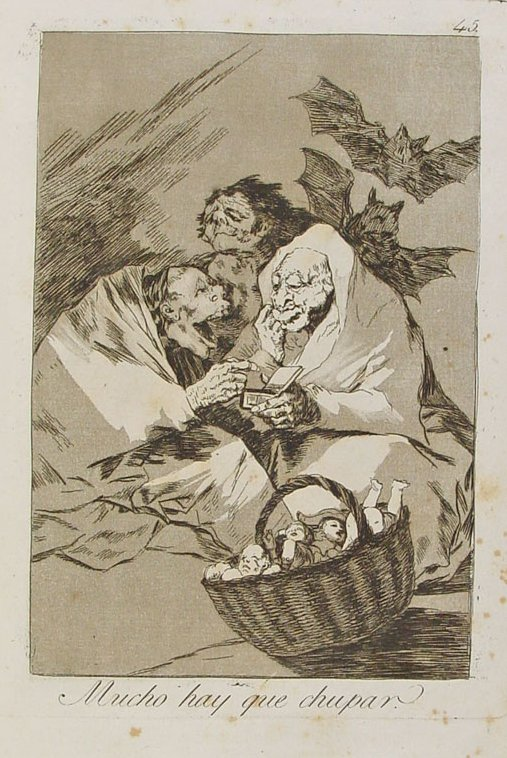
Mucho hay que chupar, Capricho nº 45, de Francisco de Goya. "Tres brujas bien arropadas, más la cesta de niños para devorar, nos recuerda aquella parte del Auto [del proceso de las Brujas de Zugarramurdi de 1610] que relata cómo Miguel de Goiburu y las brujas más ancianas... llevaban consigo cada uno una cestilla que tenía asa para traer al aquelarre cadáveres y comerlos en banquete, acompañados de Satán".

La  brujería en España  es el relato del alcance que tuvo en España la brujería y de la persecución a los que fueron sometidos supuestos brujos y brujas y que, en contra de lo que suele creerse, corrió a cargo fundamentalmente de las autoridades y tribunales civiles, que veían en ellos un atentado contra el orden público y se mostraban sensibles, según Joseph Pérez, "a la presión social que ve en las brujas criminales y acólitos de Satán". La Inquisición española, por su parte, desempeñó un papel secundario y, según Pérez, "se mostró más bien indulgente con las brujas" pues raramente aplicó la pena de muerte —al considerarlas más víctimas que criminales—, a diferencia del durísimo trato que recibieron judeoconversos y protestantes. Según Henry Kamen, la brujería nunca ha existido.  
A diferencia de algunos países europeos, la caza de brujas fue insignificante en España.  Consecuentemente, según Pérez, es que "en España no encontramos nada parecido a la fobia que se apoderó de Europa en los siglos XVI y XVII, y que llevó a la hoguera a cientos, y hasta a miles de desgraciadas". Lo mismo afirma Henry Kamen —"España se salvó de los furores de la histeria popular contra las brujas, y de la quema de estas en una época en que esto prevalecía en Europa"— pero recuerda que los tribunales civiles ordenaron la ejecución de muchas brujas, aunque se desconoce su número exacto, "ya que la represión de la superstición era aceptada como una función normal del Estado" —como lo demuestra que "la mayor parte de las persecuciones por brujería en Navarra y el País Vasco se iniciaron en tribunales seglares"—.

## Edad Media

### SiglosXIIIyXIV
El escepticismo inicial de la Iglesia católica sobre la realidad de la brujería plasmado en el Canon Episcopi —corroborado en la Alta Edad Media por numerosos testimonios de eclesiásticos que denuncian como ilusiones las creencias sobre las brujas, condenándolas como cultos paganos— cambió en la segunda mitad del siglo XIII, pasándose de la visión de la brujería como una superstición o como el resultado de ilusiones demoníacas, a pensar que los que la practicaban lo que pretendían era establecer pactos con el diablo. A partir de entonces la creencia en las intervenciones directas del diablo en la vida del hombre se hace más evidente, más repetida, como nunca antes en la historia medieval. El papa Juan XXII —que vivía en continuo temor de ser asesinado por secretas sectas diabólicas, lo que le llevó a torturar y mandar a la hoguera a Hugues Géraud, obispo de su ciudad natal, y a su médico de cámara— consulta a los teólogos y promulga la bula Super illius specula de 1326 que decreta la realidad de los hechos y crímenes que se atribuían a las brujas, lo que suponía equiparar la brujería a la herejía. Así, a partir de entonces las prácticas mágicas son consideradas "un gran peligro para el género humano al desafiar los lazos de obediencia, al suscitar la rebelión, convirtiéndose también, como la herejía, en un crimen de lesa majestad humana y divina, justificando el procedimiento más duro, más excepcional, puesto que es la majestad misma la que aparece amenazada por este crimen atroz".
Precisamente la palabra bruxa aparece por primera vez en la segunda mitad del siglo XIII en un vocabulario latino-arábigo reproducido en un códice catalán, como término equivalente al de súcubo o demonio femenino. Más tarde aparece el aragonés broxa cuyo campo semántico lo comparte con fetillero, envenenador, adivino,... siempre con un sentido muy negativo, pues todos ellos cometen crímenes... a dios muy horribles, como se dice en las Ordinaciones y Paramientos de la ciudad de Barbastro de 1396, por lo que serán "preso o presa por los iurados de la dita ciudat".
En la Corona de Castilla el cambio de visión de la brujería aparece reflejado en las Partidas de Alfonso X el Sabio —quien por otro lado era muy aficionado a las prácticas hechiceras—, aunque ponen bajo la jurisdicción real a la magia y a la adivinación, y no de la eclesiástica, porque no son consideradas herejías. Sin embargo, en 1370 y 1387 las leyes de Castilla establecieron que el sortilegio era un delito que implicaba herejía, y que los acusados serían juzgados por los tribunales reales si eran laicos y por los eclesiásticos si eran clérigos. Un decreto de 1500 confirmó que la jurisdicción sobre sortilegios y brujería correspondía a los corregidores y a los tribunales civiles, y no a la Inquisición española creada veinte años antes, como ya había ocurrido con la Inquisición pontificia en los tres siglos anteriores.
El dominico catalán Nicholas Eymeric incluyó la brujería en su famoso manual para inquisidores Directorium inquisitorum de 1376. En él establece tres tipos de brujería: la de los que adoran a los demonios, arrodillándose ante ellos, encendiendo cirios y quemando incienso, cantando oraciones, etc; los que les dan un culto mezclando los nombres de los demonios con los de los santos, rogando que los mismos demonios hagan de mediadores ante Dios, etc.; y los que invocan siempre a los demonios trazando figuras mágicas, colocando un niño en medio de un círculo, etc. A continuación Eymeric advierte que si el brujo o la bruja se dirige al demonio en un tono imperativo (te mando, te ordeno) la herejía no está bien marcada, en cambio si dice 'te ruego' o 'te pido', eso significa oración —y adoración— lo que tiene que ser severamente castigado. Esta diferenciación fue muy importante para determinar a qué jurisdicción correspondía juzgar la herejía después de que se creara la Inquisición española en 1478. A principios del siglo XVI se pidió a la Inquisición española que investigara "si la invocación de los demonios fue con palabras de mandar o imperio, o con palabras de ruego y suplicatorias; si con palabras de imperio y mando no parecía haber sospecha de herejía y así no procedía la Inquisición; si con palabras suplicatorias parece indicar adoración, culto y reverencia a los demonios y hay sospecha de herejía".

### sigloXV

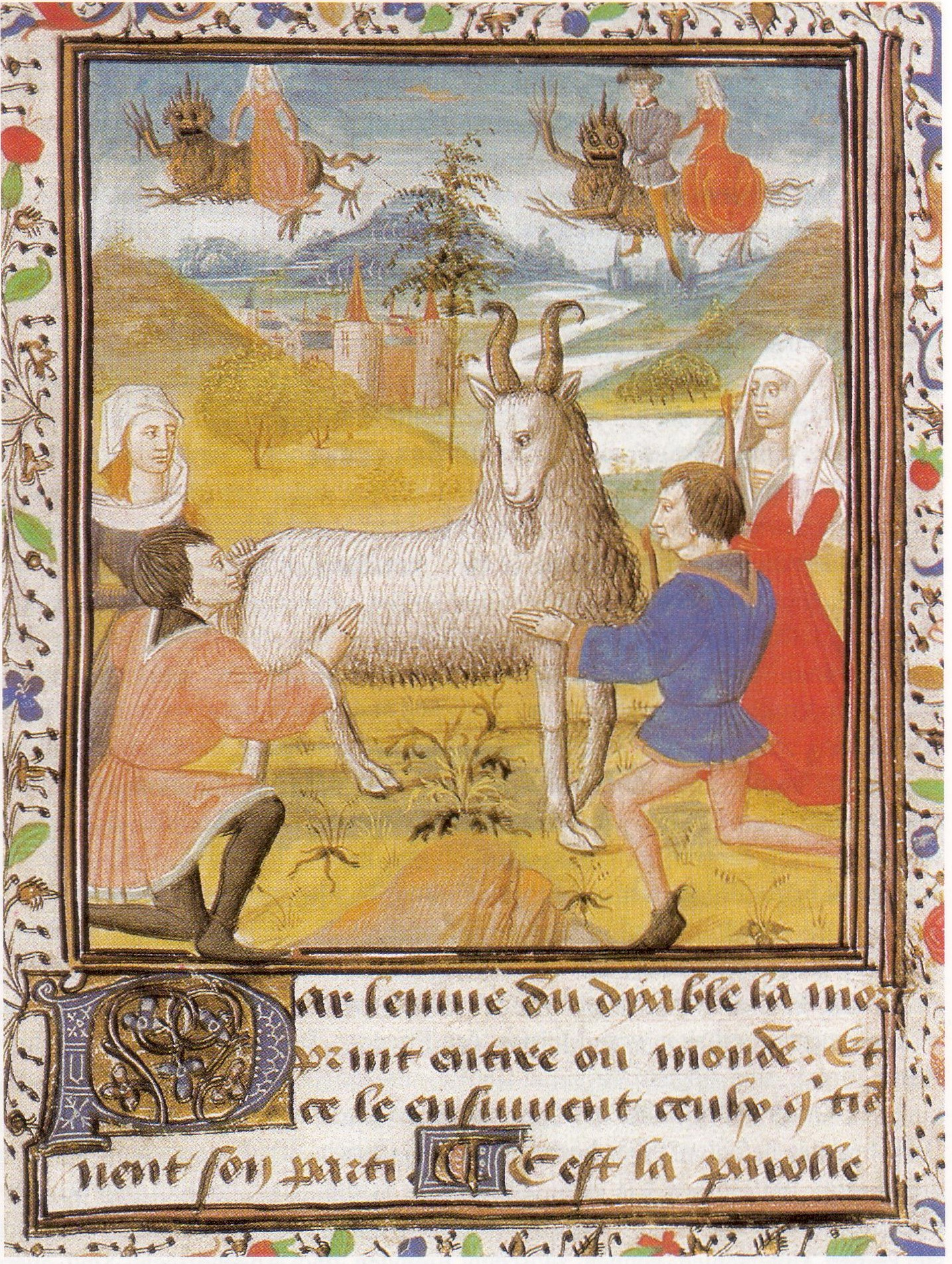
Una de las primeras representaciones del "sabbat". Miniatura del siglo XV

En el siglo XV la ofensiva antibrujería se acentúa y el aumento de los procesos por esta causa fue extraordinario en toda Europa. Por ejemplo, en el Principado de Cataluña el Consejo del valle de Aneu acuerda castigar duramente los crímenes cometidos por las brujas y en el documento que redacta, según Carmelo Lisón Tolosana, aparece "configurada en sus líneas generales la creencia en la bruja satánica y en el aquelarre demoníaco":

Y como en dicho valle se han cometido crímenes muy enormes... debido a que van de noche las brujas al Boque de Biterna [un término usado en el Languedoc para referirse al diablo que preside los aquelarres], al que toman por señor, le hacen homenaje, reniegan el nombre de Dios, yendo a la noche, sacando a los niños del lado de sus madres, los matan, envenenan de diversas maneras, según aparecen todos estos crímenes por procesos y confesión propia...

En 1484 el papa Inocencio VII promulga la bula Sumis desiderantis en la cual reconoce formalmente el hecho de la brujería, poniendo fin así a la doctrina establecida en el Canon Episcopi. Dos años después se publica el libro Malleus maleficarum ('Martillo de las brujas') de dos dominicos alemanes, en el que se presenta la brujería como una secta diabólica que hay que exterminar. Es precisamente en el siglo XV cuando aparecen las representaciones en imágenes del sabbat, y es significativo que una de las primeras sea una miniatura aparecida en un tratado contra los herejía valdense en la que se imita la iconografía utilizada en el Cordero místico, el famoso cuadro de Jan van Eyck, cambiando el cordero por el macho cabrío.
Sin embargo, hubo eclesiásticos, especialmente en las coronas de Castilla y de Corona de Aragón, que continuaron sin creer en lo que decían las brujas, como el obispo de Ávila, Alfonso Fernández de Madrigal, que en 1436 afirmó que los aquelarres eran fantasías producto de drogas, o Alonso de Espina quien en su libro escrito en latín El fotalecimiento de la fe (1467) duda de que las bruxae ('brujas') puedan transformarse en animales y que las juntas de brujas son imaginaciones inducidas por el demonio.
Más lejos fue el dominico castellano y obispo de Cuenca, Lope de Barrientos, quien se pregunta "qué cosa es esto que dicen, que hay mujeres, que se llaman brujas, las cuales creen e dicen que de noche andan con Diana, deesa de los paganos, cabalgando en bestias, y andando y pasando por muchas tierras y logares, e que pueden... dañar a las criaturas", a lo que se responde: que nadie ha de tener "tan gran vanidad que crea acaescer estas cosas corporalmente, salvo en sueños o por operación de la fantasía". Y para demostrarlo recurre a los argumentos del sentido común. Así escribe, por ejemplo, que nadie puede creer que una mujer pueda salir de una casa por una grieta, por un agujero de la pared o por una chimenea, porque con lo "luengo, ancho o rondo" de los cuerpos, no pueden pasar. Así concluye que creer en todo eso "no viene sino por falta de juicio".
En el siglo siguiente el escepticismo sobre la brujería continuó entre determinados sectores. Por ejemplo, un doctor de Nancy realizó un experimento con unos ancianos acusados de hechicería: les untó con una pomada compuesta de mandrágora, beleño, belladona, y otras sustancias, provocándoles alucinaciones.

### «La Celestina»

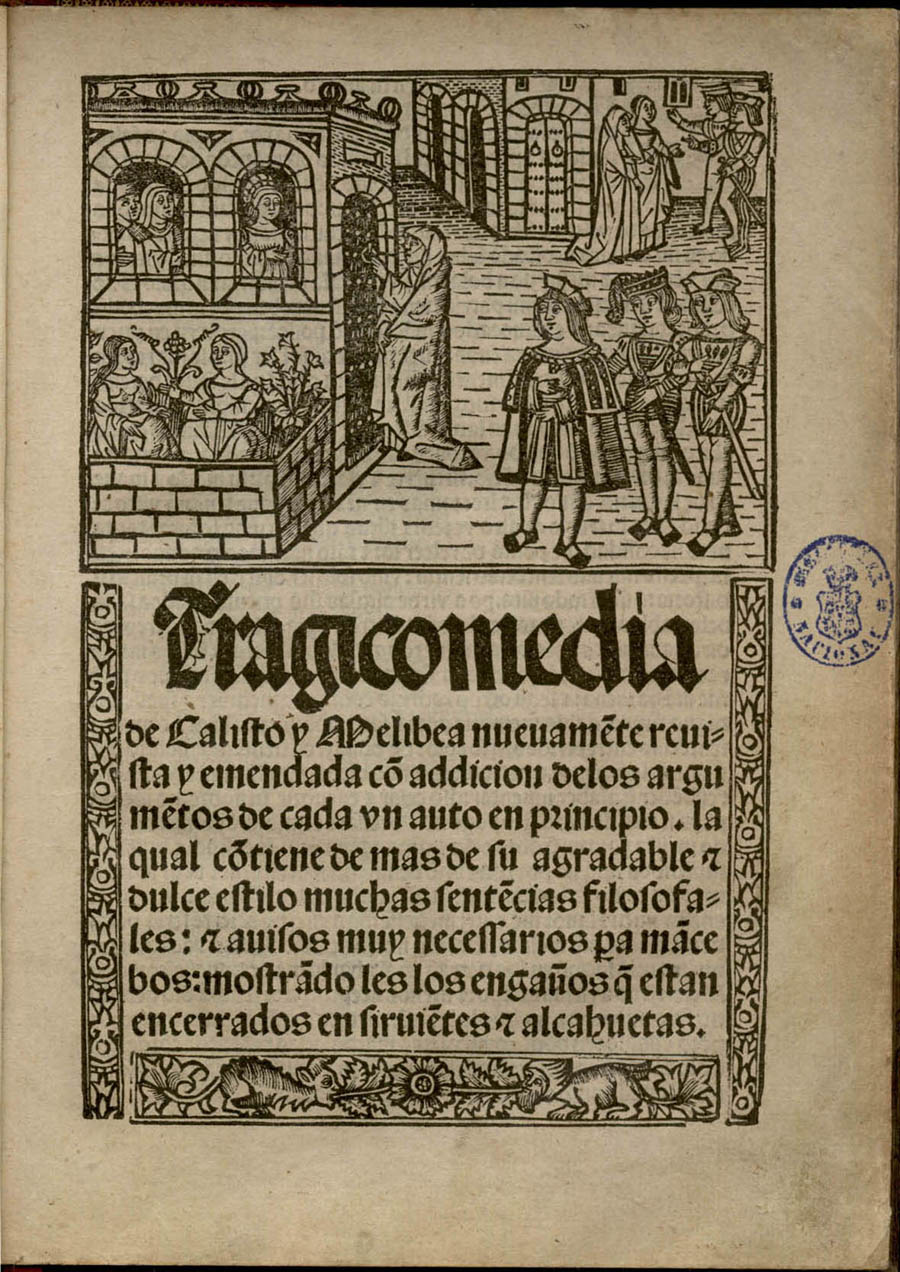
Primera página de La Celestina en su versión definitiva de Tragicomedia de Calixto y Melibea.

El personaje central de La Celestina de Fernando de Rojas, publicada a finales del siglo XV, se ha convertido en el tipo universal de la vieja bruja, hechicera y alcahueta, "avara, rastrera, práctica, astuta y seductora", como la define Carmelo Lisón Tolosana. Este antropólogo español describe al personaje de Celestina como un híbrido entre hechicera —"Bivo de mi oficio", dice— y bruja. Vive "rodeada de ponzoñosos ungüentos y de fórmulas mágicas cuyo poder residía en la fuerza del lenguaje" pero "puede además disparar el terrible dardo del maleficio, opera con poderes nocturnos, conjura y obliga al mismísimo Satán".

Yo, Celestina, tu más conocida cliéntula, te conjuro por la virtud é fuerça destas vermejas letras; por la sangre de aquella nocturna aue con que están escriptas; por la grauedad de aquestos nombres e signos, que en este papel se contienen; por la áspera ponçoña de las bíuoras, de que este azeyte fué hecho, con el cual vnto este hilado: vengas sin tardança á obedescer mi voluntad...

Si no lo hazes con presto movimiento, ternásme por capital enemiga; heriré con luz tus cárceles tristes é escuras; acusaré cruelmente tus continuas mentiras; apremiaré con mis ásperas palabras tu horrible nombre. E otra é otra vez te conjuro. E assí confiando en mi mucho poder, me parto para allá con mi hilado, donde creo te lleuo ya embuelto

Según Carmelo Lisón, "el conjuro revela el carácter bastardo de Celestina, alcahueta mestiza, resultado de un cruzamiento entre bruja y hechicera. Aunque se confiese cliente del demonio sabe bien su «arte», conoce y sabe leer los agüeros y activa a voluntad el poder intrínseco a líquidos, hilados y palabras. Además, para asegurarse el éxito, pacta con Satán pero, nótese, en pacto arrogante y altivo, exigente y amenazante, en pacto entre iguales, esto es, entre dos agentes teúrgicos tan poderosos como malvados".
Sin embargo, Julio Caro Baroja no considera a Celestina un personaje híbrido entre bruja y hechicera, sino que la propone como ejemplo de esta última. Según Caro Baroja la diferencia fundamental entre ellas estribaría es que las brujas habrían desarrollado su actividad en un ámbito predominantemente rural mientras que las hechiceras, conocidas desde la antigüedad clásica, habrían actuado en la ciudad. Ejemplo de las primeras sería la sorgina, de la brujería vasca, y de las segundas Celestina. De ella dice que, aunque el autor "dibujó su espléndido personaje tomando elementos de la literatura latina, de Ovidio, de Horacio, etc." sus rasgos coinciden "con los que aparecen enumerados en los procesos levantados a las hechiceras castellanas por los tribunales inquisitoriales [de Toledo y de Cuenca]".
La Celestina desde su aparición conoció muchas ediciones y diversos autores de los dos siglos siguientes la tomaron como modelo o continuaron con la trama. Según Carmelo Lisón, Tragicomedia de Lisandro y Roselia de Sancho de Murión es la heredera más directa de la obra de Rojas: "Elicia reproduce a Celestina en cuanto bruja consumada, hechicera sabedora, rastrera, seductora, avara e inmoral y, desde luego, como gran conjuradora de Lucifer, Beliath, Bercebuth, Astaroh y Satán".

## SiglosXVIyXVII

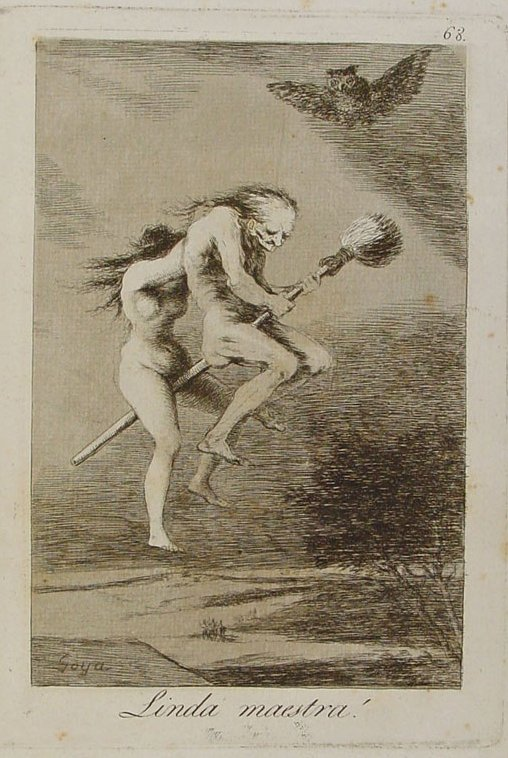
Grabado de Francisco de Goya de la serie Los Caprichos sobre el tema de la brujería titulado Linda maestra.

Especialmente en el centro de Europa y en las islas británicas, los siglos XVI y XVII constituyen el período culminante de la caza de brujas. En el sur de Alemania, de 1560 a 1670, son quemadas 3229 brujas; en Escocia 4400 entre 1590 y 1680; en Lorena, de 1576 a 1606, más de 2000. Además las matanzas fueron acompañadas de una extraordinaria proliferación de libros sobre brujería, con Alemania a la cabeza. Del Malleus maleficarum se hicieron entre 1486 y 1669 34 ediciones, lo que equivale a 30 000-50 000 ejemplares. En total, los libros dedicados a la brujería y a la demonología sumarían más de 200 000 ejemplares, sólo en el mercado alemán. Incluso algunos de los protagonistas de la revolución científica del siglo XVII como Francis Bacon o Robert Boyle creían en las brujas y en los espíritus malignos, aunque hubo otros intelectuales que buscaron una explicación racional al fenómeno de la brujería, como los alemanes Ulrico Melitor y Juan de Wier que escribieron en 1563 De praestigis daemonum o el inglés Reginald Scott con su Discoverie of Witchcraft.
Sin embargo, la Monarquía Hispánica constituye "un caso absolutamente único en toda Europa" pues frente a la "locura brujeril imperante" el Consejo de la Suprema y General Inquisición se convirtió en un "bastión de sensatez, prudencia y racionalidad" y no permitió "que se quemara una sola bruja" en las nueve "complicidades de brujas" en las que intervino entre 1526 y 1596. Según Joseph Pérez,

da la impresión de que, para la mayoría de inquisidores, la brujería es una cuestión de ignorancia. Algunos habitantes de los valles del País Vasco o de Navarra carecen totalmente de instrucción religiosa; en vez de perseguir a unas pobres mujeres, lo que hay que hacer es instruir al pueblo, acabar con los restos de paganismo y enviar misioneros que hablen la lengua del país. En el fondo, las brujas son más dignas de lástima y de atención que de castigo. En 1554, el [inquisidor general] Valdés va aún más lejos: está convencido de que los casos de brujería son simples imposturas, ya que es posible hacer confesar cualquier cosa a las brujas; en la mayoría de los casos, lo que hay que hacer es enviarlas a casa.
 Se comprende, vistas estas recomendaciones, por qué España participó menos en la caza de brujas que el resto de Europa.

### La Inquisición y la brujería en elsigloXVI
La Inquisición española tardó en ocuparse de la brujería. En el tribunal de Valencia entre 1478 y 1530 sólo hay registrados seis casos. El primero fue el de un canónigo de Teruel relajado al brazo seglar en 1482, y el segundo el de una mujer, también en Teruel, entregada al brazo secular dos años después. La primera sentencia de muerte que pronunció la Inquisición en relación con este tema data de 1498 cuando el tribunal de Zaragoza quemó a una bruja —siguiendo la costumbre medieval de que las brujas debían arder en la hoguera— a la que siguió otra en 1499 y tres en 1500. Los dos casos siguientes tuvieron lugar en Toledo en 1513 y en Cuenca en 1515. En esta última ciudad el miedo fue alimentado con historias de niños "que fueron heridos o muertos por los xorguinos y xorguinas [brujos y brujas]". A partir de 1520 es cuando comienza a ser frecuente la aparición en los autos de fe de casos de magia, sortilegio y brujería, aunque se mantenía cierta incredulidad sobre lo que se decía de las brujas. Como afirmó un teólogo en 1521: el sabbath "era una delusión y no podía haber ocurrido, así que la herejía no venía a caso".
En 1525 en el reino de Navarra un magistrado civil acusó a unos hechiceros de la zona de Roncesvalles de provocar la muerte de niños, de envenenar a las personas con una sopa hecha de sapos y de corazones de niños, de untarse el cuerpo con un ungüento para sus reuniones nocturnas, en las que besaban a un gato negro… "Para identificar a los brujos, se recurre a los servicios de un experto que examina el ojo izquierdo de los sospechosos: al parecer, es ahí donde el diablo imprime su marca". Hubo decenas de detenciones, pero no hay constancia de que hubiera condenas a muerte. Los inquisidores locales protestaron porque consideraban que la Inquisición era la instancia competente para juzgar las cuestiones de brujería ya que, según ellos, adorar e imprecar al demonio era atentar contra la fe. A raíz de este conflicto el inquisidor general Alonso Manrique convocó una junta en Granada para que dictaminara sobre el tema.
La junta nombrada por Manrique estaba integrada por diez miembros —seis teólogos y cuatro juristas, entre los que se encontraba el futuro inquisidor general Fernando de Valdés— que tenían que decidir concretamente sobre si las brujas realmente asistían al Sabbat. Seis votaron afirmativamente —"convencidos de que el demonio realmente tiene poder para realizar lo que explican las brujas"— y cuatro que "van imaginariamente". En la primera parte del informe se decía:

Todos los más juristas de este Reyno an dubdado e por mexor decir an tenido por cierto que no ay bruxas, porque ellas confiesan en sus confesiones que van en cuerpo y en anima en un instante por diversas partes y lugares en gran distancia de tierra a los coniuros o deleites que el demonio les haze, como pareze por las confesiones de tan diversos procesos que los inquisidores y otros jueces seglares an enviado…

La junta decidió que si las autoridades probaban que el homicidio confesado por una bruja se había cometido realmente, entonces la jurisdicción correspondía a los tribunales civiles. Pero en general la junta, que estaba reunida en Granada para tratar un asunto más importante —la conversión de los moriscos—, se preocupó más de educar a las brujas que de castigarlas. Así por ejemplo acordó por unanimidad, al referirse al País Vasco, que "a de aver mucho cuidado de hacerles algunos sermones en su lengua", o sea, en euskera. El obispo de Mondoñedo, fray Antonio de Guevara, sugirió los siguientes remedios:

El primero, que se pongan predicadores por aquellas partes, los quales declaren al pueblo el herror en que an estado las dichas bruxas y como an sido engañadas del demonio… El segundo, que los ynquisidores y los jueces seglares procedan con mucha diligencia… El quarto, que se suplicase a su Magd. que mande reducir Su Santidad a observancia aquellos monasterios claustrales de aquella tierra, porque aya predicadores y personas religiosas y celosas que enseñen y desengañen a las personas simples de aquellas montañas

En esta misma línea se expresó el teólogo Alfonso de Castro en su Adversus haereses (1534) en la que se refería a "Navarra, Vizcaya, Asturias, Galicia y otras partes donde la palabra de Dios pocas veces ha sido predicada. Entre estas gentes hay muchas supersticiones y ritos paganos, solamente por causa de la falta de predicadores". Concretamente escribió:

En la región de Cantabria llamada Navarra, y en Vizcaya, se descubrió entre la gente de la montaña muchas supersticiones e idolatrías, en tan gran intensidad que el diablo en forma de macho cabrío era abiertamente adorado por ellos. Se descubrió que esto había sido practicado en secreto por ellos durante muchos años… Lo mismo, pero no con tanta intensidad, fue descubierto en otras montañas de España, en Asturias y en Galicia y en otras, donde la palabra de Dios raramente había sido predicada. Entre ellos hay muchas supersticiones y ritos paganos, por la única razón de la falta de predicación.

La primera consecuencia de la junta de Granada de 1526 fue una carta del 14 de diciembre de ese mismo año que la Suprema envió a los tribunales de distrito con instrucciones para abordar "el negocio de la secta de brujos", en las que, según Carmelo Lisón, "la Suprema desmonta de un golpe el andamiaje mítico brujesco y coloca el «negocio de la secta» en registro razonable y demostrable: hay que hacer diligencias para cerciorarse, basarse en hechos concretos, no en fantasías, buscar la veracidad, no conformarse con lo que puede ser un engaño ilusorio". En las instrucciones se decía:

que por el dicho y confesión de algunas destas personas no se deben [subrayado en el original] prender ni condenar otras personas contra quien digan sus dichos, fasta que se hagan diligencias y aberiguaciones, çerca destos errores que se mandaron [por el Consejo y] las que ahora parece que se deben hacer.
Con todo cuydado los Inquisidores hagan las diligencias y Averiguaciones que sean necesarias destas personas que han ydo ó ban a juntarçe con las otras... si van Realmente, como ellas lo confiesan, ó si en aquellas mismas noches, que confiesan que van a aquel lugar, y están con el cabrón, si se quedan en sus casas sin salir de ellas, lo qual se podrá saber de otras personas de las mismas casas

Sin embargo, hubo muchos inquisidores que estaban convencidos de la realidad de la brujería, como un tal Avellaneda que investigó un nuevo brote en Navarra en 1527-1528, y que tuvo una parte muy activa en la represión llevada a cabo por el Consejo Real de Navarra que ordenó la ejecución de cincuenta personas por brujería. Para probar la realidad de las brujas Avellaneda contó que había realizado un experimento con una ante veinte testigos. En la medianoche de un viernes le pidió que se untara con los ungüentos que utilizaba para acudir al aquelarre e invocara al demonio. Según Avellaneda el demonio apareció y la condujo por el aire desde una ventana muy alta hasta el suelo, a la vista de todos, y cuando uno de los testigos al ver lo que estaba pasando se santiguó y pronunció el nombre de Jesús la mujer desapareció. Fue capturada por el inquisidor tres días después a varias leguas de distancia.
En una carta de Avellaneda dirigida al Condestable de Castilla Íñigo de Velasco le explica cuáles son los signos que indican la existencia de brujas:

V.Sª ha de creer que este mal es gl. por todo el mundo, y para conocer si ai bruxo o bruxa en esas partes mandará Vra. S.ª rrescibir información si algunos panes se pierden al tiempo que están en flor, y si quedan alguna cabeças si tienen un grano como de pimienta y si en tocándole se hace polvo, y si donde esto se halla ai algunas criaturas ahogadas o cuerpos de sapos. Tenga V.Sª por cierto y averiguado que donde esto se halla ai bruxos y bruxas

Hacia 1530 hubo dos nuevos brotes de brujería en Cuenca y en Toledo. En la primera ciudad los encausados por la Inquisición confesaron acudir a aquelarres volando tras invocar a Belcebú y untarse con ungüentos. Allí el demonio, con ojos bermejos y encendidos, les ordena el robo y la matanza de criaturas y les promete todo tipo de placeres y riquezas a cambio de renegar de su fe cristiana. Los encarcelados por el tribunal de Toledo también confesaron que acudían a aquelarres presididos por Belcebú en forma de macho cabrío, de otro animal o de mozo vestido de negro o encarnado.
La consideración de las brujas más como víctimas que como criminales fue desarrollada también por Pedro Ciruelo en su libro Reprobación de las supersticiones y hechicerías publicado en 1530 y que conocerá muchas reediciones. "El autor —según Joseph Pérez— pretende ofrecer explicaciones naturales para las historias extraordinarias. Admite que algunas prácticas tienen un origen sobrenatural e implican un pacto con el diablo. No obstante, Ciruelo recomienda a los magistrados que sean indulgentes con las supersticiones del pueblo". Una posición similar es la que defiende el dominico y profesor de la Universidad de Salamanca Francisco de Vitoria quien afirmó por esas mismas fechas que "apenas se puede creer, en verdad, que esas mujeres sean transportadas por los aires a parajes solitarios para reunirse con los demonios". "Lo que sucede a las brujas es que al quedarse sin sentido e inmóviles creen que han sido llevadas por los aires y que han visto, obrado y experimentado cosas que nunca sucedieron en realidad [quae nunquam fuerunt in rei veritati]".
Los acuerdos adoptados por la junta de Granada en 1526 marcaron la política de la Inquisición respecto de la brujería durante los decenios siguientes, por lo que el Santo Oficio tuvo una participación muy limitada en la caza de brujas. Además reclamó a los tribunales civiles, mucho más duros en el castigo de las supuestas brujas —por ejemplo en 1527 y 1528 el Consejo Real de Navarra ordenó la ejecución de 50 brujas- que la jurisdicción sobre los casos de brujería y cuando no lo consiguió los amonestó para que comprobaran con exactitud las acusaciones con la misma "diligencia, atençión y çelo de saber verdad", que la Suprema recomendaba a sus propios tribunales. Así después de que el tribunal de la Inquisición de Zaragoza quemara a una bruja en 1535, la Suprema protestó y ya no hubo ninguna otra ejecución en toda su historia.
Poco después, en 1537, la Suprema envió a los tribunales unas instrucciones precisas sobre cómo actuar en los casos de brujería. Recomendaba asegurarse bien de que los hechos estaban cabalmente establecidos y de que no existían explicaciones naturales a los mismos; desconfiar de las denuncias imprecisas; no basar la acusación exclusivamente en lo que hubieran declarado los presuntos culpables, especialmente en el caso de las mujeres; que no se enviara a la cárcel a los débiles mentales; y finalmente, si a pesar de todas estas precauciones, se decidiera iniciar el proceso, se debería actuar con indulgencia. Para asegurarse que esto último se cumplía, ordenó a los tribunales que todos los casos que merecieran la pena de muerte, fueran trasladados a la Suprema, para que ésta los juzgara.
En 1550 el inquisidor de Barcelona fue destituido por haber ejecutado a siete brujas el año anterior sin el consentimiento de la Suprema, y eso a pesar de que había reunido una junta especial de eclesiásticos y juristas para que resolvieran la misma cuestión que había sido debatida en Granada —"si las dichas brujas podía ir corporalmente y parecer figuras de animales, como algunas lo dizen y confiesan"— a lo que la junta respondió que sus miembros "eran de voto y parecer que estas bruxas podían ir corporalmente llevándolas el demonio y podían hazer los males y muertes que confesaban, y debían esser muy bien castigadas". El caso había empezado cuando un valenciano de nombre Juan Mallet por orden de un tribunal civil fue llevado por varios pueblos de la zona de Tarragona para que identificara brujas —en el informe de la Inquisición se decía: "Le traýan por los lugares, haciendo salir la gente de las casas para que las viese y dixese quáles eran bruxas, y las que él nombraba sin otra probanza ni información han sido presas"—. Tras la destitución del inquisidor de Barcelona ya no hubo más procesos contra brujas durante el resto de la historia de la Inquisición en Cataluña.
En 1556 el Consejo de la Suprema Inquisición anula la sentencia dictada por el tribunal de Logroño sobre el caso de unas supuestas brujas de Guipúzcoa porque han sido condenadas sin pruebas suficientes.
A mediados del siglo XVI la "fiebre brujeril" procedente del Pirineo vasco-navarro llega a Galicia, aunque allí no alcanza la virulencia vasca. Como todavía no se había instalado la Inquisición, la persecución de las brujas inicialmente corrió a cargo de las autoridades y tribunales civiles que encarcelaron a muchas. Aunque hay que tener en cuenta que, según Carmelo Lisón Tolosana "la bruja gallega reviste características regionales propias" pues "se trata más bien de hechiceras o curanderas y adivinas que se sirven de fórmulas, conjuros e invocaciones (a veces al demonio) para adivinar o sanar a sus clientes". "El mito [de la bruja satánica] no aparece conformado todavía en la brujería gallega del siglo XVI. [...] [La bruja gallega] arranca poder al demonio, al que fuerza a aparecer, a cambio de un pacto no sólo voluntario sino iniciado por ella. Quiere saber, pronosticar el futuro, curar, adquirir riqueza, es bruja fáustica, individualista, no aquelárrica".
La creencia en las brujas satánicas también llega a Cantabria en la segunda mitad del siglo XVI como lo atestigua una orden de 1575 del Consejo de la Suprema Inquisición al tribunal de Logroño para que actúe allí. Según Carmelo Lisón, estas brujas cantábricas "están más cerca de las pirenaicas que de las gallegas en imaginación y comportamiento". Al año siguiente la Suprema envió a dos inquisidores a investigar una "complicidad" de brujas en las montañas de Burgos, colindantes con Cantabria. Cuarenta y ocho mujeres confesaron mediante tortura que eran brujas pero después se retractaron. La Suprema ordenó que fueran puestas en libertad —lo mismo ocurrió en un proceso abierto ese mismo año en Navarra contra treinta y cuatro supuestas brujas que también quedaron libres-.
En conclusión, del análisis de los procesos inquisitoriales se deduce que la Inquisición se ocupó relativamente poco de los asuntos de brujería y que aplicó sentencias benignas. Por ejemplo, en el tribunal de Santiago de Compostela no llega al siete por ciento el número de causas relacionadas con la brujería, y de ellas todas, excepto dos, fueron sancionadas con una simple abjuración. Los tribunales de Toledo y de Cuenca no pronunciaron ninguna sentencia de muerte por brujería en los 307 procesos que iniciaron por ese tema, y en muy pocos se aplicó la tortura (en 1591 el tribunal de Toledo no condenó a muerte a una mujer que confesó el asesinato ritual de varios niños, sino que recibió doscientos azotes tras abjurar de levi). Un caso muy conocido, porque fue mencionado por Cervantes en el Coloquio de los perros, fue el de Leonor Rodríguez (Camacha de Montilla), que fue condenada por el tribunal de Córdoba en un auto de fe celebrado el 8 de diciembre de 1572. Había sido acusada de haber hecho un pacto con el diablo y de "unir y separar corazones", pero fue condenada a penas menores: abjuración, doscientos latigazos y una fuerte multa. También en Córdoba cuatro mujeres son condenadas en 1665 a ser azotadas públicamente por practicar la magia, después de haber sido paseadas en mulos con el torso desnudo y un gorro infamante en la cabeza, mientras la gente les lanzaba cebollas. En cambio los tribunales civiles aplicaron penas mucho más severas, como el de Vich que entre 1618 y 1620 condenó a 45 brujas. Además en Cataluña decenas de brujas fueron ahorcadas en varios pueblos por orden de los tribunales locales.
En 1595 del caso de los brujos del valle de Araiz se encargó el Consejo Real de Navarra, pues como informó un licenciado "en los negocios de los bruxos y bruxas… a parescido no tratar por ahora destas causas en el Santo Oficio".

### El proceso inquisitorial de las brujas de Zugarramurdi (1609-1610)

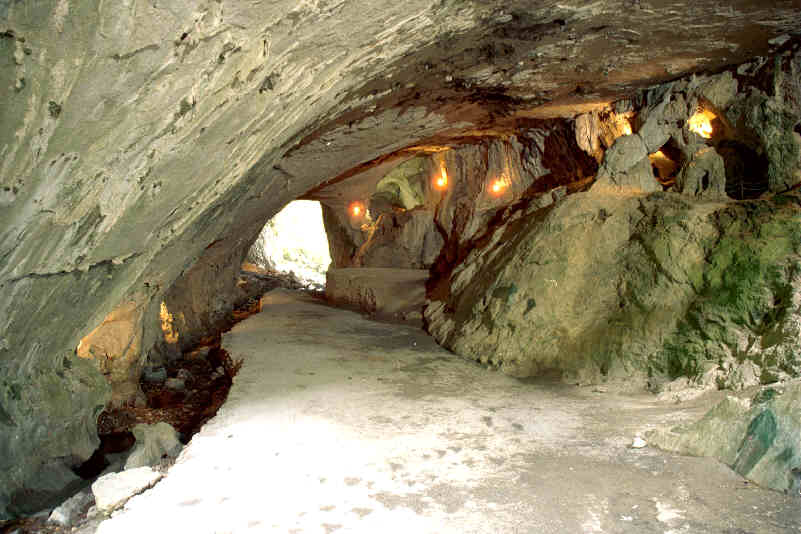
Cueva de Zugarramurdi donde se reunían los brujos y las brujas para celebrar el aquelarre.

El proceso inquisitorial más grave y de mayor trascendencia contra la brujería fue el que instruyó el tribunal de la Inquisición de Logroño y que culminó en un auto de fe celebrado el domingo 7 de noviembre de 1610 en el que se aplicaron penas muy duras: de los 29 acusados de brujería seis fueron quemados vivos y cinco en efigie porque habían muerto en prisión. Según Joseph Pérez, "si lo comparamos con los centenares de ejecuciones que se producen al mismo tiempo en territorio francés, al otro lado de los Pirineos, este veredicto puede parecer clemente. En España resulta escandaloso".
Según Henry Kamen, esta excepción en la relativamente benigna trayectoria de la Inquisición en relación con el tema de la brujería, se explica por la influencia que tuvo la caza de brujas llevada a cabo en 1609 al otro lado de la frontera por el juez Pierre de Lancre que mandó quemar a 80 supuestas brujas del país de Labourd (Laburdi, en eukera) en el País Vasco francés –De Lancre relató su experiencia en dos libros famosos: Traité de l'inconstance des mauvais anges et demons (1612) y L'incrédulité et mescréance du sortilege plainement convaincue (1622)-. El pánico hacia las brujas se trasladó a los valles del norte de Navarra y a los inquisidores del tribunal de Logroño.
El caso comenzó el 12 de enero de 1609 cuando los inquisidores de Logroño reciben noticias de reuniones de brujas y de brujos en la localidad de Zugarramurdi, situada en la montaña de Navarra, que junto con el País Vasco, desde tiempos medievales tenía fama de ser un territorio lleno de brujas. Concretamente el vicario de la localidad había recibido la confesión de una mujer llamada Graciana de Yriart y de sus dos hijas y yernos de que eran brujos y éstos habían acudido a Logroño donde estaba la sede del tribunal que tenía la jurisdicción sobre Navarra. Cuando llegaron allí afirmaron que acudían a pedir justicia porque no eran brujos y si lo habían confesado al vicario "era porque los apretaron y amenazaron mucho si no los dezian". El problema fue que el hombre que los había acompañado a Logroño testificó que sí eran brujos y la Inquisición decidió encarcelarlos e inmediatamente remitió un informe al Consejo de la Suprema Inquisición el 13 de febrero de 1609. La Suprema contestó el 11 de marzo con un cuestionario compuesto de catorce preguntas para que los inquisidores se aseguraran de la veracidad de los hechos que se les imputaban. Pero los dos inquisidores creían en la realidad de la brujería, sobre todo cuando se presentaron ante el tribunal otras seis personas más quienes, según informaron los inquisidores a Madrid el 22 de mayo, eran "las más principales cabeza y caudillo de todos aquellos brujos según que suficientemente les está probado". Poco después uno de los inquisidores viajó a la montaña de Navarra y desde allí fue enviando presos a Logroño a los supuestos cómplices de los brujos y las brujas.

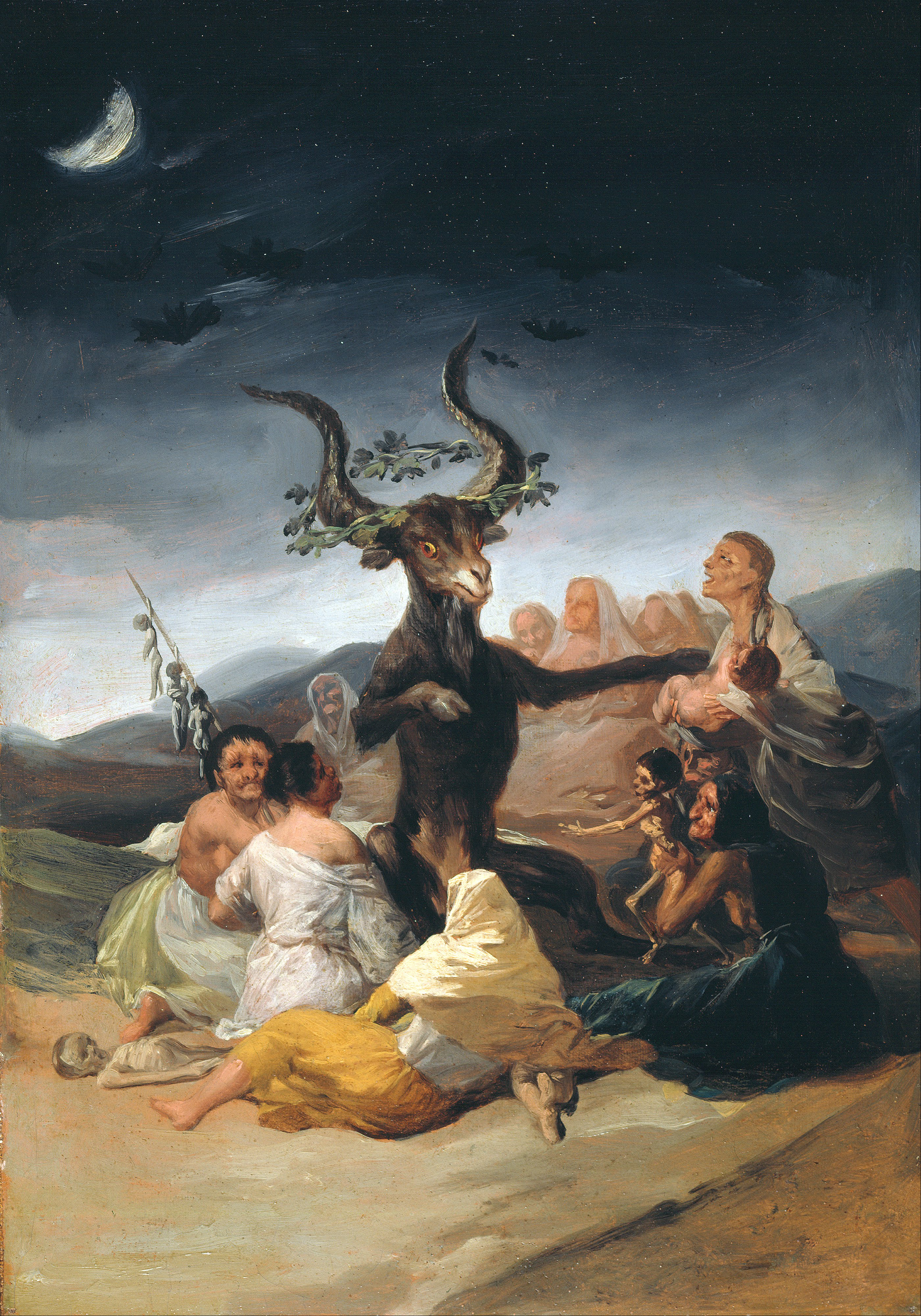
El Aquelarre, cuadro de Francisco Goya (Museo Lázaro Galdiano, Madrid). El "cuadro queda dominado por la figura de un gran buco bobalicón y cornudo, que bajo la luz de la luna avanza sus patas delanteras en gesto tranquilo y mirada ambigua para recibir de dos brujas la ofrenda de niños que tanto le agradan... Ello evoca la descripción recogida por Mongastón [del proceso de las Brujas de Zugarramurdi de 1610] que refiere cómo dos hermanas, María Presona y María Joanato, mataron a sus hijos "por dar contento al demonio" que recibió "agradecido" el ofrecimiento... [También] vemos a media docena de niños, varios de ellos ya chupados, esqueléticos y a otros colgados de un palo".

Durante el proceso se realizó un pormenorizado relato del aquelarre. Así lo resume Joseph Pérez:

Se va a buscar al nuevo brujo, se le frotan las manos, el rostro, el pecho, las partes pudendas y la planta de los pies con agua verdosa y fétida, y luego se le hace volar por los aires hasta el lugar del aquelarre; allí aparece el demonio sentado en una especie de trono; tiene el aspecto de un hombre negro, con cuernos que iluminan la escena; el recién llegado reniega de la fe de Cristo, reconoce al demonio como dios y señor y le adora bisándole la mano izquierda, la boca, el pecho y las partes pudendas; el demonio se da la vuelta y muestra su trasero, que el brujo ha de besar también

La Suprema le pidió al tercer inquisidor, que se había mostrado contrario a la sentencia condenatoria de sus dos compañeros, que visitara las comarcas del norte Navarra, llevando un edicto de gracia en el que se invitaba a sus habitantes a arrepentirse de sus errores sin que fueran castigados por ellos, y que le enviara un informe completo. En el mismo su autor, Alonso de Salazar y Frías, arremete contra los que, como sus dos colegas, creían en la veracidad de las brujas, afirmando que los fenómenos de brujería son historias inverosímiles y ridículas. Además asegura que son los libros o los sermones sobre la brujería los que hacen que ésta se extienda, por lo que recomienda que no se le de publicidad, convencido de que la brujería acabará por desaparecer si se deja de hablar de ella.
Salazar presentó a la Suprema el 24 de marzo de 1612 su informe en forma de un largo memorial. En el mismo afirmaba que había reconciliado a 1802 personas, la mayoría niños y adolescentes, y del examen de todas las confesiones que hablaban de aquelarres y asesinatos rituales, Salazar llegaba a la siguiente conclusión:

No he hallado certidumbre ni aun indicios de que [se pueda] colegir algún acto de brujería que real y corporalmente haya pasado. […] Y así también tengo por cierto que en el estado presente, no sólo no les conviene nuevos edictos y prorrogaciones de los concedidos, sino que cualquier modo de ventilar en público estas cosas, con el estado achacoso que tiene, es nocivo y les podría ser de tanto y de mayor daño como el que ya padecen. No hubo brujas ni embrujados en el lugar hasta que se comenzó a tratar y escribir de ellos.

Este memorial de Salazar confirmaba un informe anterior de abril de 1611 encargado por el inquisidor general a Pedro de Valencia en el que éste afirmaba que en los hechos de Navarra había un fuerte componente de enfermedad mental: "Se deve examinar lo primero si los reos están en su juicio o si por demoníacos o melancólicos o desesperados"; su conducta "parece más de locos que de ereges y que se debe curar con açotes y palos más que infamias ni sambenitos". Finalmente Valencia aconsejaba: "Búsquese siempre en los hechos cuerpo manifiesto de delito conforme a derecho, y no se vaya a probar casso muerte ni daño que no ha acontecido".

### Las consecuencias del proceso de las brujas de Zugarramurdi
El informe de Alfonso de Salazar fue asumido por la Suprema que dio nuevas instrucciones a los tribunales el 29 de agosto de 1614 en las que se recogían casi todas las ideas del inquisidor, quien, como destacó Julio Caro Baroja, "se adelantó de modo considerable a los que difundieron en Europa ideas concebidas en el mismo sentido", como el famoso jesuita alemán Friedrich Spee. Un resultado concreto de las nuevas instrucciones fue que se intentó reparar a las víctimas del auto de fe de Logroño ordenando que sus sambenitos no quedaran expuestos en ninguna iglesia, y de esa forma, como señala Henry Kamen, "no cayó ningún estigma sobre ellas o sus descendientes".
Las instrucciones de la Suprema del 29 de agosto de 1614, debidas en gran parte a Salazar, según el antropólogo español Carmelo Lisón Tolosana,

marcan el fin de la brujería satánica en España. Pero no en Europa... Curiosa paradoja: la flexibilidad y moderación que, en conjunto y comparativamente, caracterizó la actuación de la Suprema frente a las brujas poco tuvo que ver con el trato brutal al que las sometieron las autoridades de todo tipo en Europa occidental y, sin embargo, la Inquisición española ha pasado a ser en esa misma Europa el símbolo del terror y de la maldad sin límites, de la perversidad suprema, del Mal.

Un ejemplo de la relativa benignidad de la Inquisición española, impensable en otros países europeos, fueron dos casos sentenciados por el tribunal de Barcelona. En el primero un grupo de personas que realizaban cultos satánicos —celebraban misas negras y sacrificaban un macho cabrío en una de sus ceremonias— fueron condenados a azotes y al destierro, y no a la pena de muerte. En el segundo una mujer acusada de haber echado mal de ojo a unos pastores, ocasionado la muerte de parte de su ganado, fue puesta en libertad.

### Las brujas en la literatura del Siglo de Oro
En el Siglo de Oro continua la poderosa influencia de La Celestina. Es el caso de Lope de Vega con la bruja-hechicera Gerarda de La Dorotea (1632) o con la de Fabia de El caballero de Olmedo. Pero la visión de la brujería no se agota con el personaje de Celestina sino que el mismo Lope de Vega y otros autores dramáticos, como Vélez de Guevara con el El diablo está en Cantillana, ofrecen otras versiones.
De las obras literarias del siglo XVII Julio Caro Baroja destaca aquellas que abordaron en tono burlesco y satírico el tema de la brujería difundiendo así el escepticismo sobre la realidad de las brujas, especialmente entre las clases cultas. También las destaca Carmelo Lisón que llega a una conclusión más rotunda:

La literatura en general y el teatro en particular narcotizan las notas satánicas de la bruja vasco-navarra y la esfuman en simple ironía y diversión placentera en unas pocas décadas. De esta manera el entremés sustituye al Auto de fe. [...] De esta forma, y poco a poco, la figura de la bruja quedó reducida a un pelele carnavalesco en un teatro de guiñol, a un espantapájaros hueco en un campo sin fruto

Uno de los primeros en retratar a las brujas con humor fue Cervantes en El coloquio de los perros. Uno de los perros describe los hábitos de una bruja andaluza que había sido su ama, y que le había contado que había estado "en un valle de los Montes Pirineos, en una jira" de la que le decía:

..[vamos] muy lejos de aquí, a un gran campo, donde nos juntamos infinidad de gente, brujos y brujas, y allí nos da de comer [el Diablo] desabridamente, y pasan otras cosas, que, de verdad, y en Dios y en mi ánima, que no me atrevo a contarlas, según son sucias y asquerosas, y no quiero ofender tus castas orejas

Francisco de Quevedo en el capítulo primero de El Buscón el protagonista alude de forma burlesca a su madre que era alcahueta, bruja y hechicera. Más sarcástico aún se muestra Quevedo en el entremés La endemoniada fingida -en el que un amigo y el marido de la supuesta endemoniada, disfrazados de demonios, apalean a un viejo que pretendía seducirla haciéndose pasar por exorcista— o en El aguacil alguacilado, como lo muestra el siguiente fragmento:

Mas dejando esto, os quiero decir que estamos [los demonios] muy sentidos de los potajes que hacéis de nosotros, pintándonos con garras sin ser averruchos; con colas, habiendo diablos rabones; con cuernos, no siendo casados... Remediad esto, que poco ha que fue Jerónimo Bosco allá, y preguntándole por qué había hecho tantos guisados de nosotros en sueños, dijo que porque no había creído nunca que había demonios de veras.

Abundan las obras teatrales en las que se muestran enredos en los que participan demonios, duendes, brujas, hechiceras, espíritus, astrólogos o endemoniados, como en el Entremés de los diablillos de Francisco de Castro o Duendes son alcahuetes y el espíritu foleto de Antonio de Zamora. En el Entremés famoso de las brujas de Moreto y en el Entremés de las brujas de Francisco de Castro, se llegan a parodiar hasta los aquelarres.
Luis Vélez de Guevara en el El Diablo Cojuelo (1641) hace decir a don Cleofás, en lo alto de la torres de San Salvador de Madrid:

Buelve allí y mira con atención cómo se está untando una hipócrita a lo moderno para hallarse en una gran junta de Brujas que ay entre San Sebastián y Fuenterrabía, y a fe que nos aviamos de ver en ella si no temiera el riesgo de ser conocido del Demonio que haze el cabrón, porque le di una bofetada a mano abierta en la antecámara de Lucifer sobre unas palabras mayores que tuvimos...

## sigloXVIII

### La Ilustración y la brujería
Con la Ilustración desaparece la obsesión por la brujería y en el siglo XVIII tienen lugar las últimas sentencias en las que alguna mujer es condenada por bruja. En Inglaterra y en Escocia en 1722, en Francia en 1746, en Alemania en 1775, en Suiza en 1782 y en Polonia en 1793.
En España la literatura continúa el proceso de desmitificación de la brujería iniciado el siglo anterior, que da paso en el "Siglo de las Luces" a la "sátira mordaz y cruel de la bruja", según Carmelo Lisón. En las primeras décadas de la centuria se siguen representando obras burlescas sobre la brujería, la astrología o la necromancia como las comedias y entremeses de Francisco Bances y López-Candamo (El astrólogo tunante, La piedra filosofal, Cómo se curan los celos, El gran químico del mundo, etc.), de José de Cañizares (Don Juan de Espina en su patria, 1713; Don Juan... en Milán, 1714) y de Antonio de Zamora, de quien destaca El hechizado por fuerza, una sátira que ejerció una gran influencia —por ejemplo, en Francisco de Goya— y que se representó a lo lago de todo el siglo.
El ilustrado español Benito Feijoo se ocupó de desacreditar la brujería con argumentos racionales, aunque por ello fue objeto de críticas por parte de personas que seguían creyendo en brujas —"Hay brujas, las ha habido y las habrá", como le dijo en Cuenca a Antonio Ponz una persona que presumía de instruida—. En uno de los pasajes de su obra Feijoo decía:

Hubo en los tiempos y territorios en que reynó esta plaga, mucha credulidad en los que recibían las informaciones, mucha necedad en los delatores y testigos, mucha fatuidad en los mismos que eran tratados como delinqüentes. Los delatores y los testigos eran, por lo común, gente rústica, entre la cual, como se ve en todas partes, es comunísimo atribuir a la hechicería mil cosas, que en ninguna manera exceden las facultades de la Naturaleza o del Arte. El nimio ardor de los procedimientos y freqüencia de los suplicios trastornaba el seso de muchos miserables, de modo que luego que se veían acusados, buenamente creían que eran brujos o hechiceros y creían y confesaban los hechos que les eran imputados, aunque enteramente falsos. Éste es efecto natural del demasiado terror, que desquicia el cerebro de ánimos muy apocados. Algunos jueces eran poco menos crédulos que los delatores y delatados. Y si fuesen del mismo carácter los de hoy, hoy habría tantos hechiceros como en otros tiempos.

Feijoo quería lograr el "desengaño de errores comunes" para lo que, apoyándose en "la experiencia y la razón", se dedicó a "vapulear sin descanso a las trasnochadas creencias vulgares que medran en la brujería, hechicería, astrología, posesión diabólica, magia y ridículas milagrerías". Su obra tuvo una enorme difusión como lo demuestra que antes de 1800 se habían hecho, al menos, 214 ediciones de sus libros. Los ilustrados de la siguiente generación también se ocuparon del tema, como Jovellanos, convencido del "efecto infalible de la propagación de las luces" para alcanzar la felicidad y el progreso de los pueblos.
Además, en la segunda mitad del siglo XVIII se difundieron libros que, en tono humorístico como Memorias de la gitana Pepilla la Ezcurripia o con un enfoque más serio como Las brujas de Cándido María Trigueros, combatieron la creencia en brujas y en general en toda clase de supersticiones, lo que contribuyó a que se considerara de buen tono no creer en brujerías. Así a principios del siglo XIX "creer en brujas" es considerado como propio de los reaccionarios que todavía defienden el absolutismo —y también de gente crédula y de pocas luces—. Así, en uno de los Diálogos satíricos de Francisco Sánchez Barbero el personaje de Floralbo, representante de las ideas conservadoras, dice:

En presencia del orbe, que me escucha,
provoco, desafío, cito, aplazo

a su reverendísima Feijona
con toda la caterva de sectarios,
pretéritos, presentes y futuros,
que con lengua procaz, y sin recato,
la existencia real y verdadera
de brujas niega, nieguen y negaron.
Existen, yo lo digo; si no basta
mi dicho, pronto estoy para probarlo,
con razones, con armas, como quieran,
en calles, plazas, cátedras y campos.

Sin embargo, Joseph Pérez afirma que en el siglo XVIII los asuntos de brujería para la Inquisición española cobraron mayor importancia que en los dos siglos anteriores, "incluso da la impresión de que constituyen la actividad fundamental del Santo Oficio". Las sanciones siguen siendo suaves pero hay excepciones, como la última condena a muerte de la historia de la Inquisición. Se trató de una vieja loca conocida como "la Beata ciega", que confesó haber seducido a jóvenes sacerdotes y haber practicado actos de magia, que fue ejecutada a garrote vil en Sevilla en 1781, y luego quemada.

### Goya y las brujas
Francisco de Goya compartió completamente las nuevas ideas y se relacionó con el grupo de ilustrados de la "villa y corte" a donde llegó en 1774 desde su Aragón natal. Entabló una gran amistad, por ejemplo, con Leandro Fernández de Moratín quien en la última década del siglo XVIII empezó a preparar la edición crítica de la relación del proceso de las brujas de Zugarramurdi editada en Logroño en 1611. Según Carmelo Lisón, esa obra, que acabó publicándose en 1811, ejerció una enorme influencia en la visión de la brujería que Goya plasmó en sus cuadros y grabados, intentando "desterrar vulgaridades perjudiciales". Así Goya "traduce al óleo y aguafuerte la satirización de brujas que sus contertulios vierten en libros, almanaques y comedias", afirma Carmelo Lisón.
Julio Caro Baroja también ha destacado la influencia que seguramente tuvo en Goya la edición crítica que hizo su amigo Leandro Fernández de Moratín de la relación del proceso de Logroño sobre las brujas de Zugarramurdi, pero según el historiador y antropólogo vasco, "Goya dio un paso más adelante que Moratín" ya que "intuyó algo que hoy día vemos claro, a saber: que el problema de la Brujería no se aclara a la luz de puros análisis racionalistas... sino que hay que analizar seriamente los oscuros estados de conciencia de brujos y embrujados para llegar más allá". Así Goya "nos dejó unas imágenes de tal fuerza que en vez de producir risa nos producen terror, pánico".
Además de los seis cuadros de brujerías que pintó para el gabinete de la duquesa de Osuna —entre los que destaca el famoso El aquelarre—, Goya trató el tema de la brujería singularmente en dos momentos: en la serie de grabados titulada Los Caprichos (su primera edición data de 1799 pero fue retirada enseguida porque Goya fue denunciado a la Inquisición, debido a su patente hostilidad hacia el tribunal como lo muestra el último grabado que se titula Ya es hora que, según Caro Baroja, "parece una alusión a la hora en que inquisidores y frailes dejen de actuar en el país") y en las Pinturas Negras (cinco de ellas aluden a la creencia en brujas: la 755, conventículo campestre; la 756, dos brujas volando; la 757, cuatro brujas por los aires; la 761, aquelarre; y la 762, bruja comiendo con su familia).
Alrededor de una cuarta parte de la colección de grabados de Los Caprichos está dedicada a la brujería y "cuyos subtítulos reproducen a veces lemas de los ilustrados o condensaciones populares recogidas por aquéllos". Para Goya, como para Moratín y el resto de ilustrados, "la brujería es vieja, fea, celestinesca, repugnante e hipócrita. En las caras brujeriles violentamente retorcidas, en sus repulsivas y desgarradas muecas, en sus deformes bocas abiertas y expresiones infrahumanas adivinamos al agente de Satán", afirma Carmelo Lisón.

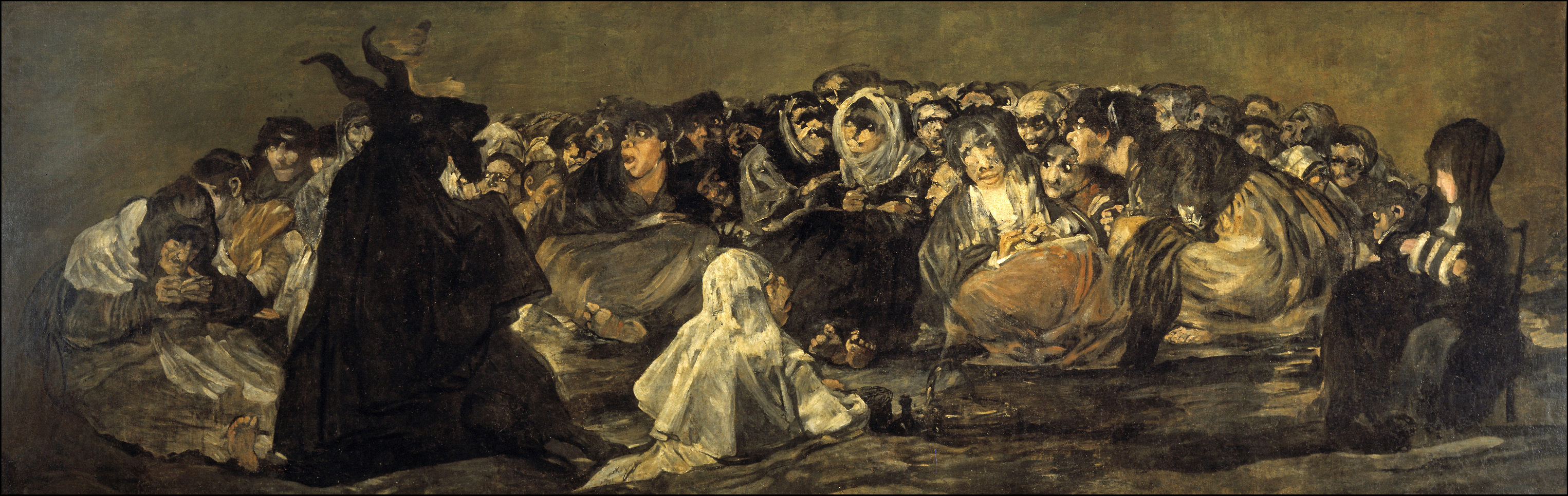
El Aquelarre, pintura negra de Francisco de Goya. Según Julio Caro Baroja "es el símbolo más perfecto de una sociedad fea y bestial, dominada por crímenes y violencias de todas clases".